# Запорожский автомобильный ремонтный завод
Запорожский автомобильный ремонтный завод (укр. Запорізький автомобільний ремонтний завод) — предприятие военно-промышленного комплекса Украины, которое осуществляет ремонт и переоборудование автомобильной и специальной техники для нужд Министерства обороны Украины.

## История
После провозглашения независимости Украины, 402-й автомобильный ремонтный завод Министерства обороны СССР был передан в ведение Министерства обороны Украины и получил новое наименование: «Запорожский автомобильный ремонтный завод» (в/ч А-0652).
4 мая 2006 года правительство Украины приняло решение о приватизации завода, в соответствии с которым 19 мая 2006 года Фонд государственного имущества Украины принял решение о проведении предприватизационной подготовки завода (однако в дальнейшем, решение о приватизации завода было отложено).
В 2007 году постановлением хозяйственного суда Запорожской области удовлетворено ходатайство комитета кредиторов и введена процедура санации ЗАРЗ, управляющим санацией назначен директор предприятия В. В. Подберёзкин.
По состоянию на начало 2008 года, завод имел возможность:
- производить запчасти к двигателям ЗМЗ-66, ГАЗ-53, УМЗ-451, ГАЗ-24; стенды для ремонта и испытания двигателей и узлов автомашин; инструмент; паркогаражное оборудование[2]
- модернизировать подвижные автомобильные ремонтные мастерские МТ-АТ, ПАРМ-1М, ПАРМ-3М[2]
- выполнять капитальный ремонт автомашин ЗИЛ-130, ЗИЛ-131, ЗИЛ-ММЗ-555, ЗИЛ-4502, ЗИЛ-45201; двигателей ЗМЗ-66, УМЗ-451, ГАЗ-24, ГАЗ-66, АЗЛК, ВАЗ, карбюраторов, подвижных средств ремонта автомобильной техники[2]
- оказывать услуги военно-технического назначения: обучать технологиям ремонта автомобильных двигателей ГАЗ, ЗМЗ, УМЗ; командировать бригады специалистов по ремонту двигателей ГАЗ, ЗМЗ, УМЗ[2]

После создания в декабре 2010 года государственного концерна «Укроборонпром», завод был включён в состав концерна.
Весной 2011 года прокуратура Запорожский области возбудила уголовное дело в отношении руководителя комиссии по осуществлению санации завода М. Дрозденко, который в сговоре с группой из 7 сообщников осуществил рейдерский захват завода и в дальнейшем, в течение 2005—2010 годах совершал хищение имущества предприятия. Результаты аудита в 2011 году контрольно-ревизионного управления показали упадок ЗАРЗ из-за неэффективного управления.
5 октября 2011 года завод передал в коммунальную собственность ведомственное общежитие.
В январе 2019 года Фонд государственного имущества Украины включил Запорожский автомобильный ремонтный завод в перечень предприятий и объектов, предназначенных к приватизации и продаже в течение 2019 года.
16 апреля 2021 года (в соответствии с постановлением Кабинета министров Украины № 1229 от 9 декабря 2020 г.) завод был выведен из состава ГК "Укроборонпром" и передан в ведение Фонда государственного имущества Украины как "потерявший значение для обороноспособности страны".